# Hyperolius burgessi
Hyperolius burgessi é uma espécie de anfíbio anuro da família Hyperoliidae. Está presente na Tanzânia. A UICN classificou-a como vulnerável.